# Seljalandsfoss
Seljalandsfoss là một trong những thác nước nổi tiếng và là một kỳ quan thiên nhiên tại Iceland, nằm ở phía đông thủ đô Reykjavík. Thác nước chảy xuống từ một vách đá có độ cao 60 mét nằm giữa một đồng cỏ xanh vào một hồ nước nhỏ trong xanh ở phía dưới.
Thác Seljalandsfoss là một phần của sông Seljalands, bắt nguồn từ núi Eyjafjallajökull. Một trong những điều thú vị của thác nước này là khách tham quan có thể đi bộ phía sau nó để vào một cái hang động nhỏ.

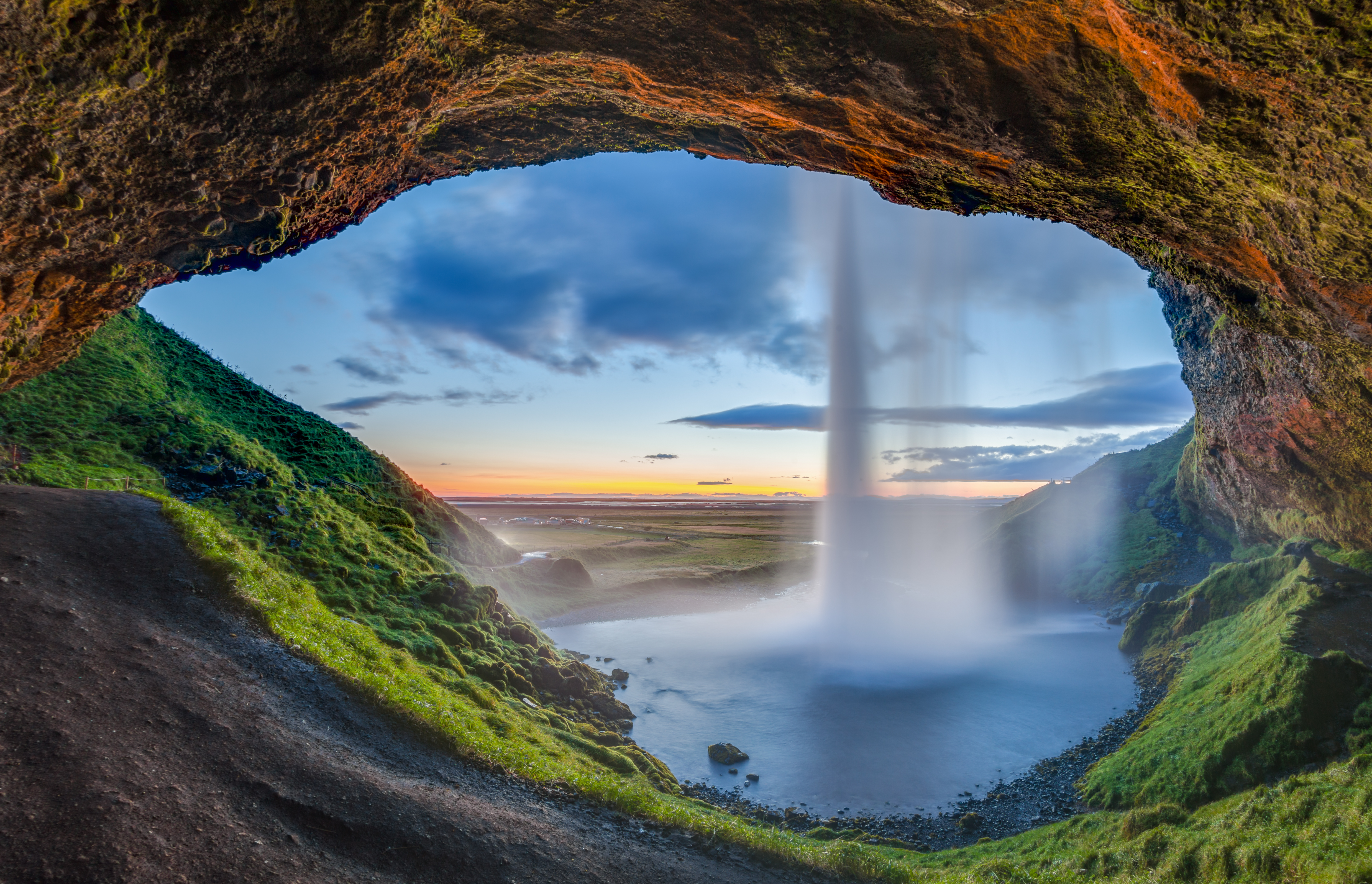
Nhìn từ phía sau
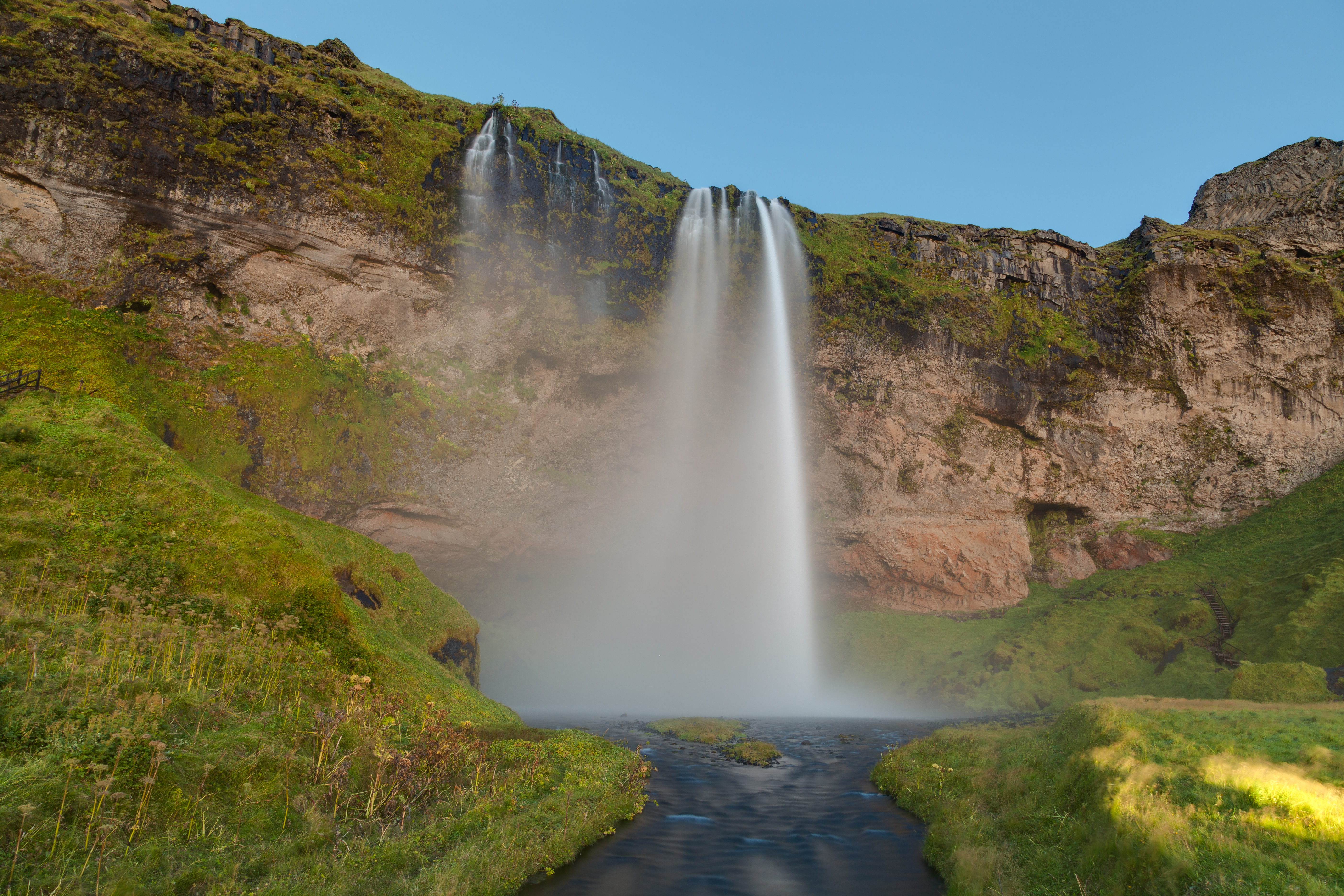
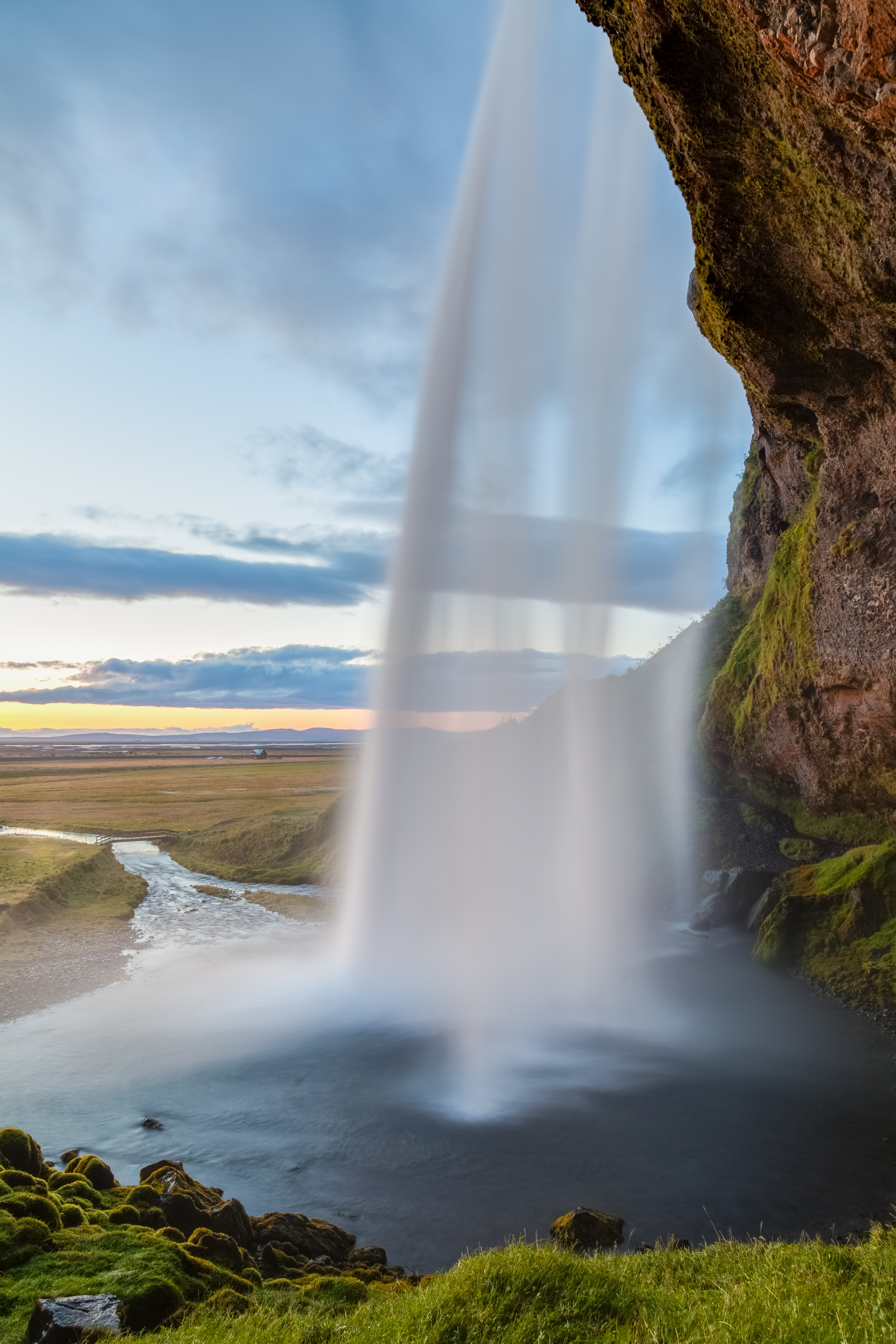